# لاين نيكولسون
لاين نيكولسون (بالإنجليزية: Iain Nicolson)‏ هو لاعب كرة قدم بريطاني في مركز الدفاع، ولد في 13 أكتوبر 1976 في غلاسكو في المملكة المتحدة. لعب مع نادي آير يونايتد ونادي ألوا أثليتيك ونادي بارتيك ثيسل ونادي رينجرز ونادي سانت ميرين.